# Domeinnaam
Een domeinnaam (of, afgekort, 'domein') is een naam in het Domain Name System (DNS), het naamgevingssysteem (op internet) waarmee computers zoals webservers en mailservers alsmede bepaalde diensten en toepassingen kunnen worden geïdentificeerd. De domeinnaam verwijst doorgaans naar een IP-adres, maar kan ook andere technische verwijzingen omvatten. Het DNS functioneert zodoende als het ware als een telefoongids (van het internet). Een goede domeinnaam is treffend en eenvoudig te onthouden. Zowel bedrijven als particulieren maken er daarom intensief gebruik van, zowel om te vinden als om gevonden te worden op internet.
Een voorbeeld van een domeinnaam is 'nl.wikipedia.org'. Een domeinnaam is hoofdletterongevoelig, dus bijvoorbeeld 'NL.wikiPedia.oRg' representeert dezelfde domeinnaam.

## Naamgeving
De verschillende delen van een domein(naam), labels genoemd, worden van elkaar gescheiden door punten. Een voorbeeld van een domein(naam) is wikipedia.org. Een label kan nooit langer zijn dan 63 tekens. Het totaal van labels en tussenliggende punten, mag niet langer zijn dan 255 tekens. De combinatie mag bestaan uit de letters a tot en met z, eventueel aangevuld met cijfers 0 tot en met 9 of een streepje -.
Sinds 2003 kunnen domeinnamen ogenschijnlijk ook diakritische en andere tekens bevatten. Hierbij gaat het echter om door middel van punycode-gecodeerde tekens die uiteindelijk toch uitsluitend uit een reeks van bovengenoemde tekens bestaan. Een voorbeeld hiervan is: bücher.de, wat in het DNS als xn--bcher-kva.de wordt opgenomen.

### Niveaus

De niveaus topleveldomein, secondleveldomein, subdomein van de Russische Wikipedia

Een domeinnaam kan in verschillende niveaus worden opgesplitst. Zo bestaat er hoofdniveau (Top Level Domain), middelniveau en onderniveau (subdomein). De verschillende niveaus worden gescheiden door punten in de domeinnaam. Het niveau is zichtbaar door de verschillende delen van de domeinnaam van rechts naar links te lezen.
In het voorbeeld (zie afbeelding rechts) ru.wikipedia.org is org het topleveldomein, wikipedia is het secondleveldomein en ru het subdomein. Wikipedia koos ervoor, hier de ISO-taalcode te gebruiken.
Het is aan de server op het hogere niveau om te bepalen welke onderniveaus bestaan. Voor niet-gedefinieerde subniveaus kan de server naar een ander domein omleiden. Het laagste niveau maakt van de naam een zogenaamde hostnaam. De hostnaam 'www.wikipedia.org' kan dus verwijzen naar een (web)server van 'wikipedia.org'. Maar het is ook mogelijk die verwijzing direct onder 'wikipedia.org' (de zogenaamde apex) te maken, iets wat tegenwoordig vaak voor komt. Webbrowsers zijn dikwijls zo ingesteld dat ze tikfouten of luiheid van de gebruiker automatisch herstellen wanneer de gevraagde website niet (meer) bestaat, bijvoorbeeld naar het hoofdniveaudomein ".com" of het onderniveau "www.".

## TLD
Het achterste gedeelte in het bovenstaande voorbeeld is .org. Dit is een generic top level domain (gTLD). Een gTLD is, naast een ccTLD, een van de twee soorten TLD's. TLD's geven meestal het type of het land van de website weer.
- Generic TLD's zijn naast .org (voor non-profitorganisaties), ook .info, .net, .com (voor websites met voornamelijk commerciële doeleinden) en .int (voor internationale organisaties). Aan deze lijst worden regelmatig nieuwe TLD's toegevoegd. Sinds 2014 zijn ook langere TLD's toegevoegd, zoals .online, .shop, .bike en .agency.
- ccTLD's (Country Code - landcode) zijn de codes van het land waar de website zijn basis heeft, bijvoorbeeld .be voor België en .nl voor Nederland.

De meeste TLD-operators stellen tegenwoordig geen eisen aan het type organisatie dat een domein registreert. Het is dus bijvoorbeeld mogelijk dat een commercieel bedrijf een .org-domeinnaam registreert.
Alle TLD's zijn vastgelegd in de DNS-rootservers. De lijst van TLD's wordt beheerd door Internet Corporation for Assigned Names and Numbers (ICANN). De TLD's afzonderlijk worden beheerd door registries, voluit: domain name registry. De registry van .nl is de Stichting Internet Domeinregistratie Nederland (SIDN); voor .be is dit DNS Belgium. Registry's kunnen verschillende voorwaarden stellen aan domeinnamen. Zo mag een .nl-domeinnaam niet korter zijn dan twee tekens, gevolgd door .nl, terwijl technisch gezien een domeinnaam als a.nl ook zou werken. Onder .nl zijn ook geen diakritische tekens mogelijk.
Sinds eind 2005 is gefaseerd de nieuwe domeinnaam .eu voor registratie ter beschikking gesteld. Deze heeft de status van een ccTLD (en dus gelijkgesteld worden met een landcode-domeinnaam). De TLD .eu wordt beheerd door EurID. Tevens bestaat .asia.
Sommige TLD-operators kiezen ervoor om hun domein onder te verdelen in second-level-domeinen (SLD's). Een voorbeeld is .uk, dat onder meer co.uk (voor bedrijven) en org.uk (voor non-profitorganisaties) aanbiedt.

## Registratie
Zowel particuliere personen als bedrijven mogen een domeinnaam als combinatie van een naam met een TLD registreren.
De meeste TLD's maken gebruik van een registry-registrar-registrant-model (RRR). De TLD-operator (registry) verleent hierbij de mogelijkheid aan diverse bedrijven (de registrars) om wijzigingen in het TLD aan te maken. Een registrar kan nieuwe domeinnamen aanvragen en de Whois-informatie en nameservers van de domeinnamen bepalen. Deze opzet heeft het voordeel dat de domeinhouders (vaak miljoenen bij bekende TLD's) niet direct zaken hoeven te doen met de TLD-operators. Een registrar betaalt voor het recht om domeinnamen te registreren meestal een vast periodiek bedrag plus een bedrag per domeinnaam.
Het aanvragen van een domeinnaam doe je bij een registrar naar keuze. De registrar is een agent bij DNS Belgium in het geval van een .be-domein en heette bij de SIDN in het verleden 'deelnemer'. Meestal kost een registratie jaarlijks een vast bedrag, waarvan de hoogte mag worden bepaald door de registrar. Soms komen daar ook nog startkosten bij. Niet zelden zitten er tussen de domeinnaam houder ('registrant') nog een of meerdere resellers. Deze zijn niet aangesloten bij de registry, maar opereren via de registrar.
Voor het registreren van een .nl-domein is het lang een voorwaarde geweest een inwoner van of bedrijf in Nederland te zijn. Dit is voor een .be-domein nooit zo geweest, wat maakt dat zo'n 18% van de Belgische domeinnamen in handen van Nederlandse particulieren of bedrijven is. Dit geldt ook voor de mailserver van de Nederlandstalige Wikipedia.

## Technische werking
Een domeinnaam verwijst naar een IP-adres zoals een naam in een telefoonboek naar een telefoonnummer. In de gegevenspakketten die via het computernetwerk verstuurd worden, wordt alleen het IP-adres gebruikt. Omdat domeinnamen veel eenvoudiger te onthouden zijn dan IP-adressen, worden IP-adressen door de meeste mensen niet direct gebruikt.
Per niveau in de domeinnaam kan een andere lijst (DNS-server) geraadpleegd worden om het betreffende nummer op te zoeken. Door deze hiërarchische opbouw kunnen lagere niveaus door de eigenaar van het hogere adres zelf bepaald worden. Dus nadat bijvoorbeeld Wikipedia bij een registrar van de org-registry de domeinnaam wikipedia.org heeft verkregen, kan Wikipedia zelf IP-adressen met als naam www.wikipedia.org, mail.wikipedia.org of 123.wikipedia.org aanmaken. Iedere computer kan die adressen vinden, doordat ze door de DNS-server van .org naar de DNS server van wikipedia.org verwezen worden voor alle subdomeinen die eindigen op .wikipedia.org.

## Statistieken
| Aantal hoofdniveaudomeinen | Aantal hoofdniveaudomeinen | Aantal hoofdniveaudomeinen | Aantal hoofdniveaudomeinen |
| Domein                     | 2012                       | 2013                       | 2019                       |
| -------------------------- | -------------------------- | -------------------------- | -------------------------- |
| .com                       | 102.299.941                | 106.222.295                | 153.683.009                |
| .de                        | 14.953.705                 | 15.283.687                 | 16.322.933                 |
| .net                       | 14.694.957                 | 14.910.716                 | 13.416.884                 |
| .uk                        | 10.089.480                 | 10.299.989                 | 11.851.788                 |
| .org                       | 9.924.832                  | 10.110.475                 | 10.085.758                 |
| .info                      | 8.357.792                  | 7.156.558                  | 4.659.076                  |
| .nl                        | 4.926.183                  | 5.115.652                  | 5.888.682                  |
| .ru                        | 3.611.120                  | 4.260.401                  | 5.017.822                  |
| .eu                        | 3.592.242                  | 3.701.004                  | 3.558.214                  |
| .cn                        | 3.360.360                  | 7.507.759                  |                            |
| .br                        | 2.739.671                  | 3.085.842                  | 4.085.293                  |
| .it                        | 2.314.691                  | 2.488.608                  | 3.240.797                  |
| .au                        | 2.417.543                  | 2.559.193                  | 3.171.889                  |
| .pl                        | 2.377.750                  | 2.427.530                  | 2.513.491                  |
| .fr                        | 2.311.020                  | 2.510.298                  | 3.434.195                  |
| .biz                       | 2.221.293                  | 2.267.447                  | 1.615.161                  |
| .ca                        | 1.830.795                  | 2.007.467                  | 2.840.357                  |
| .us                        | 1.777.949                  | 1.743.289                  |                            |
| .ch                        | 1.681.190                  | 1.752.794                  | 2.259.952                  |
| .es                        | 1.515.260                  | 1.614.149                  | 1.916.588                  |
| .se                        | 1.222.786                  | 1.261.880                  | 1.531.028                  |
| .be                        | 1.285.494                  | 1.346.772                  | 1.623.842                  |
| .dk                        | 1.180.673                  |                            | 1.315.420                  |
| .at                        | 1.121.042                  |                            | 1.319.125                  |
| .kr                        | 1.086.870                  |                            |                            |
| .mobi                      | 1.036.995                  |                            |                            |
| .cz                        | 940.910                    |                            | 1.329.956                  |
| .ua                        | 613.517                    |                            |                            |
| .me                        | 576.844                    |                            |                            |
| .ro                        | 575.055                    |                            |                            |
| .no                        | 557.403                    |                            |                            |
| .mx                        | 565.267                    |                            |                            |
| .nz                        | 477.688                    |                            |                            |
| .gr                        | 374.699                    |                            |                            |
| .cl                        | 380.416                    |                            | 593.331                    |
| .tel                       | 313.359                    |                            |                            |
| .pt                        | 282.637                    |                            | 1.216.710                  |
| .fi                        | 292.491                    |                            |                            |
| .tr                        | 286.650                    |                            |                            |
| .sk                        | 271.709                    |                            |                            |
| .hk                        | 229.020                    |                            |                            |
| .asia                      | 195.295                    |                            |                            |
| .ie                        | 179.260                    |                            | 281.734                    |
| .su                        | 100.979                    |                            |                            |
| .rs                        | 71.523                     |                            |                            |
| .lu                        | 68.907                     | 72.495                     |                            |
| .ir                        |                            |                            | 1.063.902                  |

Eind 1995 waren er in Nederland nog slechts 10.000 .nl-domeinnamen uitgegeven; sinds 2013 meer dan 5 miljoen. In België kan pas sinds 11 december 2000 iedereen .be-domeinnamen registreren. Na deze vrijgave steeg het aantal .be-domeinnamen dan ook van 40.000 eind 2000, een half miljoen medio 2005 tot iets meer dan 1,1 miljoen eind 2010.
In 1995 waren er in de VS al 100.000 .com-domeinnamen geregistreerd, in 1997 een forse 1,6 miljoen, anno 2020 staan er ruim 150 miljoen .com-domeinnamen te boek (het aantal .com-domeinnamen is tussentijds weer wat gedaald, onder andere door vervallen domeinnamen).
Het aantal domeinnamen blijft stijgen: aan het einde van het eerste kwartaal van 2017 waren er ruim 311 miljoen domeinnamen actief.
Nevenstaande tabel toont de resultaten uit een onderzoek naar het aantal domeinen in enkele topleveldomeinen per 2012, 2013 en 2019.
Het jaar 2019 eindigde volgens VeriSign Inc. wereldwijd met 362,3 miljoen domeinnamen.